# Élection présidentielle tunisienne de 2004
L'élection présidentielle tunisienne de 2004, qui a lieu le 24 octobre de cette année, est la huitième du genre à se tenir en Tunisie.
À la suite de la réforme constitutionnelle approuvée par le référendum du 26 mai 2002, le président Zine el-Abidine Ben Ali est autorisé à se représenter pour un quatrième mandat, la limite des trois mandats ayant été supprimée.

## Candidats
La candidature du Parti démocrate progressiste n'est pas autorisée par le Code électoral du fait que son parti ne dispose d'aucun siège à la Chambre des députés. Le Conseil constitutionnel, se fondant sur les dispositions de la constitution de 1959 et celles du Code électoral, déclare donc régulières et recevables les candidatures suivantes :
- Zine el-Abidine Ben Ali, président sortant et candidat du Rassemblement constitutionnel démocratique (RCD)
- Mohamed Bouchiha, secrétaire général du Parti de l'unité populaire
- Mounir Béji, président du Parti social-libéral
- Mohamed Ali Halouani, membre du Bureau politique du mouvement Ettajdid et représentant de l'alliance de l'Initiative démocratique (coalition de gauche)

## Campagne électorale
La couverture des médias durant la campagne électorale est nettement disproportionnée : le président Ben Ali et son parti obtiennent un taux de couverture de 77 % du temps des médias audiovisuels et de 92 % de la surface de la presse écrite quotidienne.
Les sujets couverts par les médias (développement économique, éducation, environnement, émancipation de la femme, technologies de l'information, etc.) sont tous exploités pour promouvoir la candidature de Ben Ali et son programme politique. Dans ce cadre, les médias présentent un inventaire élogieux du bilan du président sortant et accréditant les promesses électorales pour son prochain mandat.
L'élément positif de la campagne est l'absence d'un discours haineux ou d'informations diffamatoires notoires.

## Résultats
| Candidats                | Candidats                | Parti politique                            | Voix      | %     |
| ------------------------ | ------------------------ | ------------------------------------------ | --------- | ----- |
|                          | Zine el-Abidine Ben Ali  | Rassemblement constitutionnel démocratique | 4 202 292 | 94,49 |
|                          | Mohamed Bouchiha         | Parti de l'unité populaire                 | 167 986   | 3,78  |
|                          | Mohamed Ali Halouani     | Mouvement Ettajdid                         | 42 213    | 0,95  |
|                          | Mounir Béji              | Parti social-libéral                       | 35 067    | 0,79  |
|                          |                          |                                            |           |       |
| Suffrages exprimés       | Suffrages exprimés       | Suffrages exprimés                         | 4 449 558 | 99,67 |
| Votes blancs ou nuls     | Votes blancs ou nuls     | Votes blancs ou nuls                       | 14 779    | 0,33  |
| Total                    | Total                    | Total                                      | 4 464 337 | 100   |
| Abstentions              | Abstentions              | Abstentions                                | 413 568   | 8,48  |
| Inscrits / Participation | Inscrits / Participation | Inscrits / Participation                   | 4 877 905 | 91,52 |